# 鄧惠文
鄧惠文（1971年8月12日—），國際分析心理學學會（IAAP）榮格分析師（Jungian analyst），台灣精神科專科醫師、媒體節目主持人獲獎作家。
鄧惠文畢業於臺北市立第一女子高級中學、台北醫學院醫學系與台北醫學大學醫學人文研究所碩士，後至英國塔維史托克中心（Tavistock and Portman Clinic）、英國塔維史托克伴侶關係中心（Tavistock Center for Couple Relationships ，現為 Tavistock Relationships）進修，美國國際心理治療機構（International Psychotherapy Institute）培訓，國際分析心理學學會（International Association for Analytical Psychology）個人會員，曾任台大醫院精神科總醫師、萬芳醫院精神科主治醫師。
現職為台大醫院精神部兼任主治醫師，實踐大學 （页面存档备份，存于）家庭研究與兒童發展學系兼任副教授，以及電視節目《公視主題之夜 Show》、《少年願望事務所》、廣播節目《寶島新聲電台｜心事有人知》、Podcast《鄧惠文不想說》製作/主持人。
研究與教學主題包括：分析取向、個人與伴侶心理治療、動力團體治療、文化現象心理分析，以及精神心理學專業與大眾論述之間的裂隙與橋接。

## 現職
國際分析心理學學會（IAAP）榮格分析師 / 資深媒體節目主持人獲獎作家
- 台大醫院精神部兼任主治醫師
- 實踐大學家庭研究與兒童發展學系兼任副教授
- 公共電視《公視主題之夜 Show》主持人
- 公共電視《少年願望事務所》主持人
- 廣播節目《寶島新聲電台｜心事有人知》製作/主持人
- Podcast《鄧惠文不想說》製作/主持人

## 從政
2019年11月14日，鄧惠文宣布加入綠黨，並以「相信每個人都值得擁有自由、自主的幸福」作為她的參政宣言。

### 投入2020年中華民國立法委員選舉
2019年11月14日，鄧惠文獲綠黨提名參選2020年中華民國立法委員選舉，名列全國不分區立法委員第一名。
2020年1月11日，綠黨在全國不分區獲341,465票（2.4115%），選舉結果綠黨政黨票未過5%，無法分配到不分區立委席次，鄧惠文未能前進國會。
| 2020年中華民國立法委員全國不分區及僑居國外國民當選人名單 | 2020年中華民國立法委員全國不分區及僑居國外國民當選人名單 | 2020年中華民國立法委員全國不分區及僑居國外國民當選人名單 | 2020年中華民國立法委員全國不分區及僑居國外國民當選人名單 | 2020年中華民國立法委員全國不分區及僑居國外國民當選人名單 | 2020年中華民國立法委員全國不分區及僑居國外國民當選人名單 |
| 號次                                                     | 政黨                                                     | 排名                                                     | 分配得票率                                               | 當選比例                                                 | 候選名單及當選者                                         |
| -------------------------------------------------------- | -------------------------------------------------------- | -------------------------------------------------------- | -------------------------------------------------------- | -------------------------------------------------------- | -------------------------------------------------------- |
| 12                                                       | 台灣綠黨                                                 | 7                                                        | -                                                        | -                                                        | 鄧惠文、高成炎、王浩宇、李菁琪、張佑輔、張竹芩           |

## 著作
| 年份   | 書名                                                   | 出版社     | ISBN               |
| 2006年 | 《寫給妳的愛情床邊故事》                               | 方智出版社 | ISBN 9861750428    |
| 2008年 | 《寂寞收據》                                           | 三采文化   | ISBN 9789866716492 |
| 2010年 | 《你值得更幸福：台湾心理醫师邓惠文的爱情私处方》       | 漓江出版社 | ISBN 9787540748029 |
| 2010年 | 《還想遇到我嗎：鄧惠文陪你走過愛的深沉與寂寞》         | 三采文化   | ISBN 9789862292662 |
| 2011年 | 《非常關係》                                           | 平安文化   | ISBN 9789578038011 |
| 2011年 | 《別來無恙》                                           | 三采文化   | ISBN 9789862296158 |
| 2012年 | 《直說無妨：非常關係2》                                | 平安文化   | ISBN 9789578038318 |
| 2013年 | 《學習。在一起的幸福》                                 | 三采文化   | ISBN 9862299770    |
| 2015年 | 《有你，更能做自己》                                   | 親子天下   | ISBN 9789869211789 |
| 2016年 | 《不夠好也可以：女人的趣味》                           | 三采文化   | ISBN 9789863427131 |
| 2017年 | 《愛情非童話：給妳的床邊故事》                         | 平安文化   | ISBN 9789869455213 |
| 2017年 | 《婚內失戀：有婚無伴的人生，不奮鬥就等著變灰燼！》     | 平安文化   | ISBN 9789869562522 |
| 2019年 | 《我不想說對不起：鄧惠文給孩子的情緒成長繪本》         | 三采文化   | ISBN 9789576581267 |
| 2019年 | 《媽媽變成鴨：鄧惠文給孩子的情緒成長繪本2》            | 三采文化   | ISBN 9789576582523 |
| 2021年 | 《我想看妳變老的樣子：明天的女人，比昨天的女孩更精采》 | 天下文化   | ISBN 9789864795284 |

## 爭議
2020年4月24日，針對周揚青網路控訴羅志祥濫情一事，鄧惠文貼出「逆風發文」，在臉書表示「訴諸網路公審的情愛報復，不該被津津樂道」，以及「不要等孩子成為恐怖情人，再來抱怨教育少了什麼」等言論。雖然鄧惠文有表示「不挺羅志祥、也沒有不挺周揚青」，但仍遭網友出征，乃至於關閉臉書，而網紅「廣告小妹」更翻出其緋聞舊帳，指鄧「婚前當小三、婚後找小王」。但星座專家唐綺陽則是力挺鄧惠文，表示「鄧醫師曾跟我說，因為『過去有過許多受傷經歷』，所以才變成現在的自己。所以過往經歷，就算曾經愚蠢也沒啥好迴避，只要能變成更好的自己，傷痕都是養料。」、「社會若變成一言不合就出征，撲滅溝通火花，甚至爆料霸凌，那才真的可怕。」

## 外部連結
- 鄧惠文的Facebook專頁粉絲
- YouTube上的鄧醫師的繪本世界 / 鄧惠文播放列表
- YouTube上的鄧惠文精華播放列表
- YouTube上的鄧惠文時間 / 鄧惠文播放列表